# 弗洛伦丝·西蒙兹
弗洛伦丝·西蒙兹（英語：Florence Symonds，2002年5月20日—），加拿大女子橄榄球运动员。她曾代表加拿大七人制国家队参加2024年夏季奥林匹克运动会七人制橄榄球比赛，获得一枚银牌。